# Cidaroida
Los cidaroides (Cidaroida) son un orden de equinodermos equinoideos, el único orden actualmente vivo de la subclase Perischoechinoidea. Todos los demás órdenes de esta subclase se extinguieron durante el Mesozoico.

## Características
Las radiolas principales están mucho más separadas que en los demás erizos de mar y no tienen branquias.

## Taxonomía
Según World Register of Marine Species, el nombre correcto de la subclase Perischoechinoidea es Cidaroidea y contiene 466 especies según el siguiente esquema clasificatorio:
- Familia Anisocidaridae Vadet, 1999 †
- Familia Diplocidaridae Gregory, 1900 †
- Familia Heterocidaridae Mortensen, 1934 †
- Familia Miocidaridae Durham & Melville, 1957 †
- Familia Polycidaridae Vadet, 1988 †
- Familia Rhabdocidaridae Lambert, 1900 †
- Familia Serpianotiaridae Hagdorn, 1995 †
- Familia Streptocidaridae Lambert, 1900 †
- Familia Triadocidaridae Smith, 1994 †

- Superfamilia Cidaroidea Gray, 1825
  - Familia Cidaridae Gray, 1825
  - Familia Ctenocidaridae Mortensen, 1928
  - Familia Paurocidaridae Vadet, 1999 †
- Superfamilia Histocidaroidea Lambert, 1900
  - Familia Histocidaridae Lambert, 1900
  - Familia Psychocidaridae Ikeda, 1936

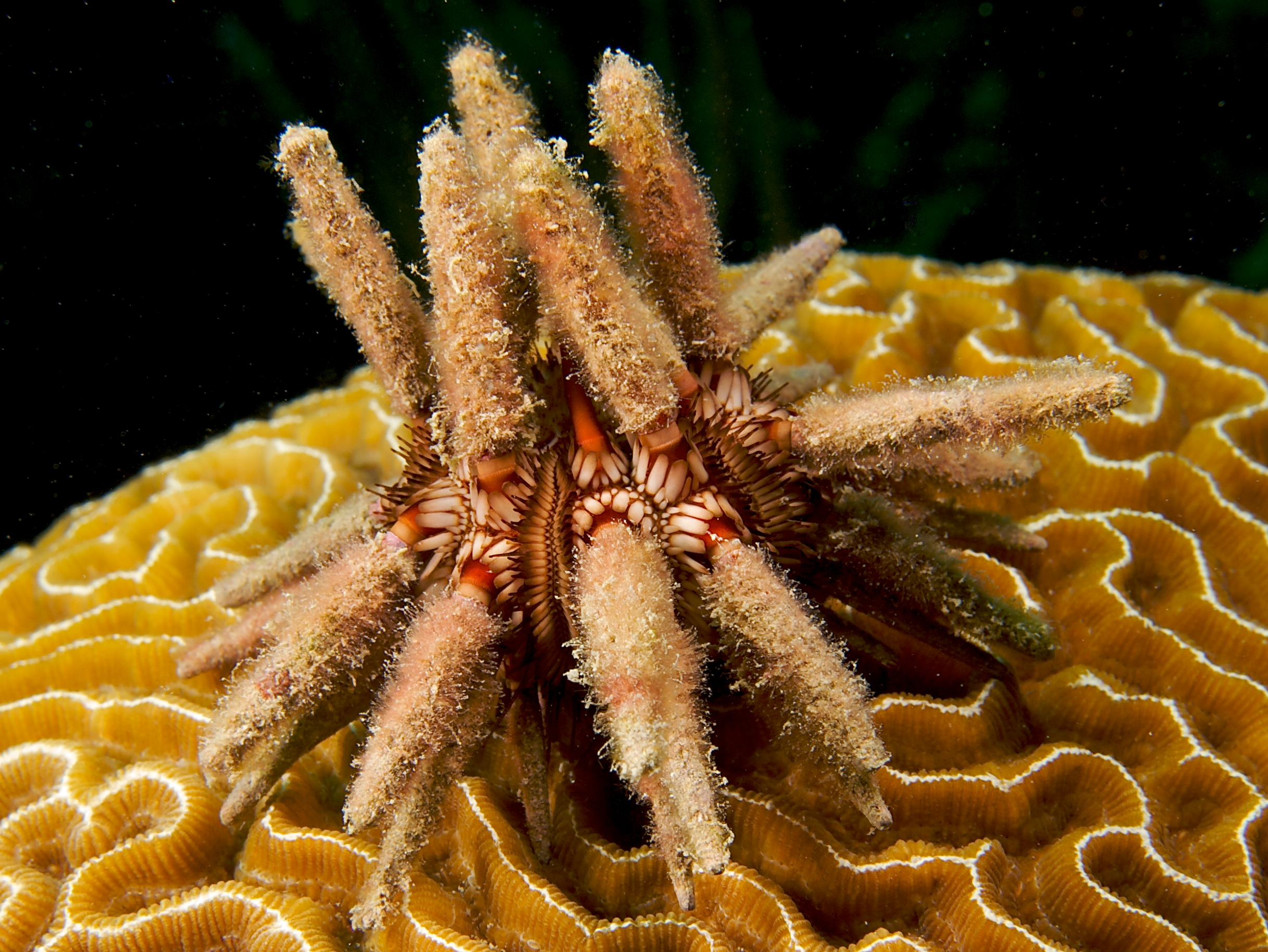
Eucidaris tribuloides.
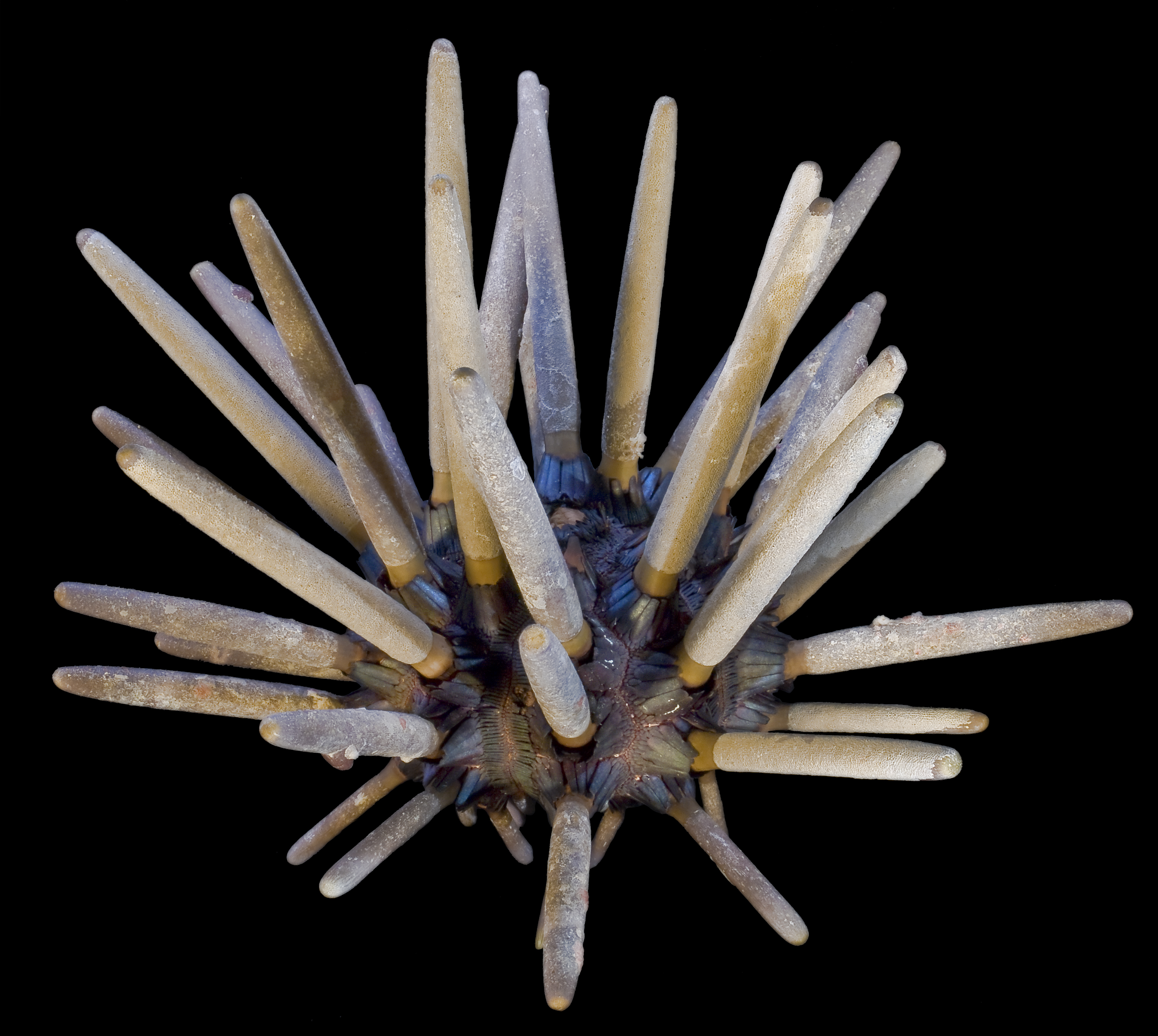
Phyllacanthus imperialis.
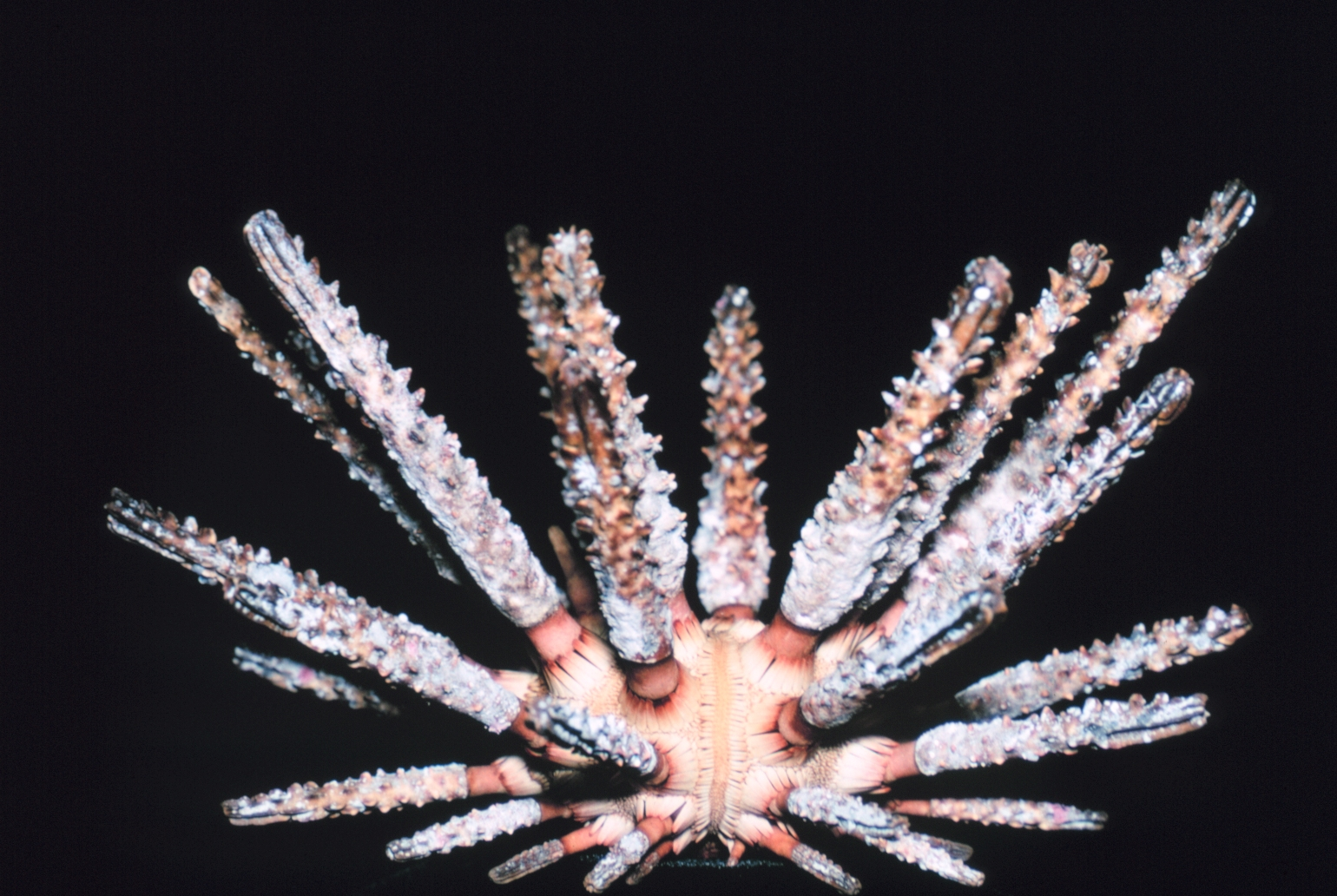
Prionocidaris hawaiiensis.
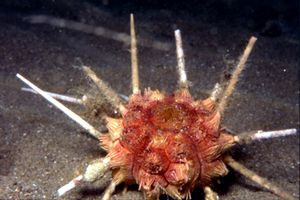
Stylocidaris affinis
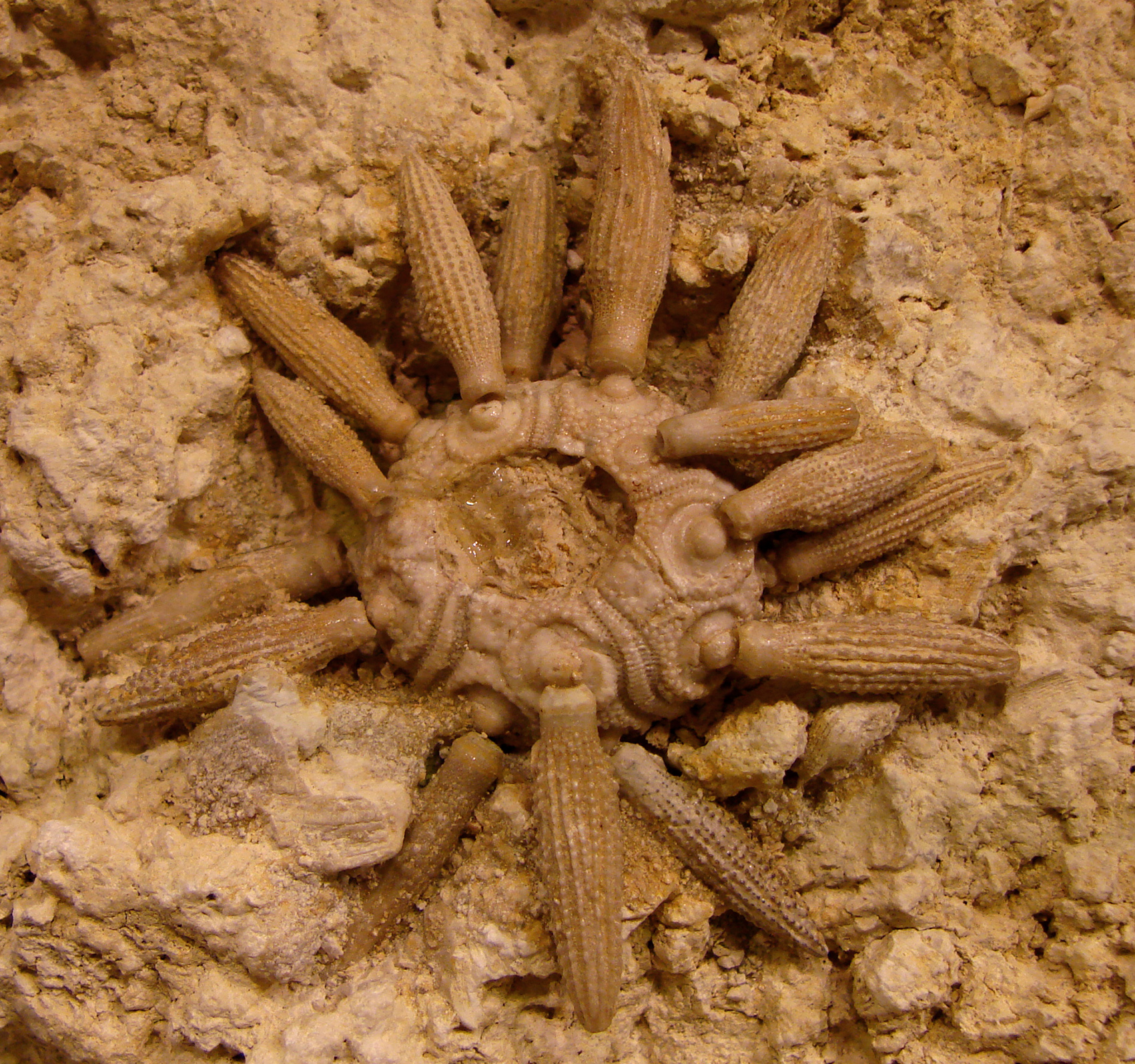
Balanocidaris marginata (especie extinta).
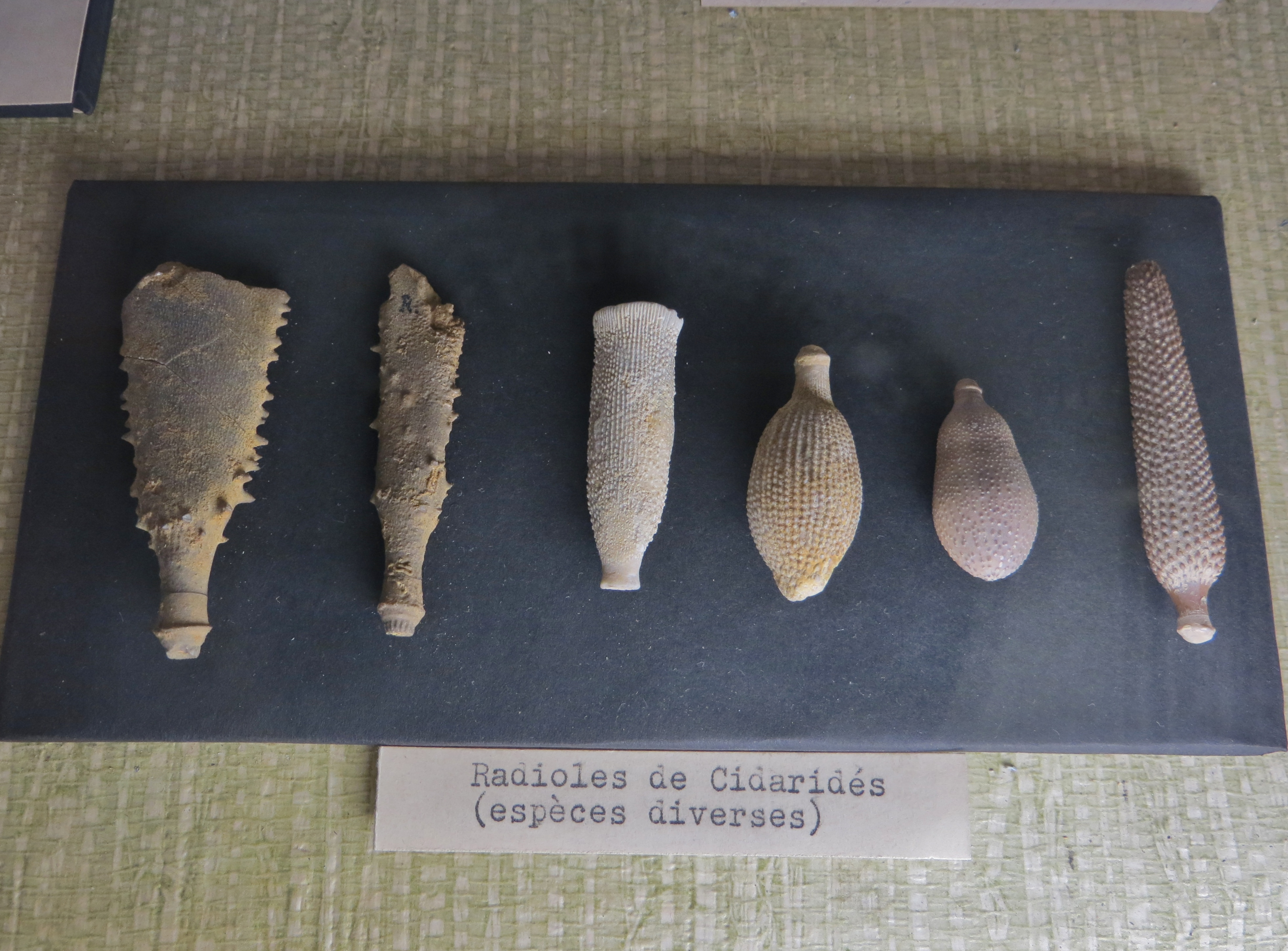
Fósiles de radiolas de diferentes cidaroides (MNHN).